# Норкинский сельсовет
Норкинский сельсовет — муниципальное образование в Балтачевском районе Башкортостана.

## История
Согласно «Закону о границах, статусе и административных центрах муниципальных образований в Республике Башкортостан» имеет статус сельского поселения.

## Население
| 2002 | 2009 | 2010 | 2012 | 2013 | 2014 | 2015 |
| ---- | ---- | ---- | ---- | ---- | ---- | ---- |
| 858  | ↘849 | ↘726 | ↘725 | ↘706 | ↘673 | ↘637 |
| 2016 | 2017 |      |      |      |      |      |
| ↘610 | ↘603 |      |      |      |      |      |

## Состав сельского поселения
| № | Населённый пункт | Тип населённого пункта          | Население |
| - | ---------------- | ------------------------------- | --------- |
| 1 | Норкино          | деревня, административный центр | ↘406      |
| 2 | Имяново          | деревня                         | ↘169      |
| 3 | Усманово         | деревня                         | ↘151      |